# Dietmar Danner
Dietmar Danner (Mannheim, 1950. november 29. –) nyugatnémet válogatott Európa-bajnoki ezüstérmes német labdarúgó, középpályás.

## Pályafutása

### Klubcsapatban
Az Eintracht Plankstadt csapatában kezdte a labdarúgást. 1970–71-ben a VfR Mannheim játékosa volt. 1971-ben igazolt a Borussia Mönchengladbach csapatához, ahol három bajnoki címet, egy nyugatnémet kupát és két UEFA-kupát nyert az együttessel. Tagja volt Mönchengladbach arany korszakának mikor olyan fiatal játékosok bontogatták a szárnyaikat, mint Günter Netzer, Rainer Bonhof, Uli Stielike, Berti Vogts, Allan Simonsen vagy Jupp Heynckes. Pályafutását kettétörte egy 1976-os sérülés. Ezt követően már sohasem szerezte vissza régi formáját és már csak 49 bajnoki mérkőzésen szerepelt, ebből 19-et a Schalke 04 együttesében az 1980–81-es idényben. 1981–82-ben az 1. FC Saarbrücken, 1982–83-ban az osztrák LASK Linz labdarúgója volt, majd visszavonult az aktív labdarúgástól.

### A válogatottban
1973 és 1976 között hat alkalommal szerepelt a nyugatnémet válogatottban. Tagja volt 1976-os Európa-bajnoki ezüstérmes csapatnak, de pályára nem lépett.

## Sikerei, díjai
NSZK
- Európa-bajnokság
  - ezüstérmes: 1976, Jugoszlávia

 Borussia Mönchengladbach
- Nyugatnémet bajnokság (Bundesliga)
  - bajnok: 1974–75, 1975–76, 1976–77
  - 2.: 1973–74, 1977–78
- Nyugatnémet kupa (DFP-Pokal)
  - győztes: 1973
- Bajnokcsapatok Európa-kupája (BEK)
  - döntős: 1976–77
- UEFA-kupa
  - győztes: 1974–75, 1978–79
  - döntős: 1972–73, 1979–80